# Філокартія

Колекція поштових листівок

Філокарті́я (з грец. philéo — люблю і лат. carta, charta (грец. chártes) — папір, списаний лист, книга), колекціонування, як правило ілюстрованих, поштових карток (листівок). Філокартія зародилася в кінці XIX ст., коли почався масовий випуск листівок, що набули міжнародного поширення як найдешевший вид поштового відправлення. Перша листівка випущена в 1869 в Австро-Угорщині (у Росії в 1872), перші ілюстровані — в 1870 р. в Німеччині і Франції (у Росії в 1895), перші радянські — в листопаді 1917.

## Історія філокартії
В 1878 на Всесвітньому поштовому конгресі в Парижі прийнятий міжнародний стандарт листівки: 9x14 см, в 1925 — 10,5x14,8 см; спочатку зворотна сторона призначалася для адреси (спеціального місця для листа не передбачалося), з 1904 її ліва половина відведена для листа. Сучасні ілюстровані листівки діляться на художні (репродукційні і оригінальні) і документальні (фотолистівки). Листівки, що випускаються поштовими відомствами, мають надрукований знак поштової оплати, на листівках художніх та ін. видавництв передбачено місце для наклеювання марки.
Філокартія почалася із збирання видових і етнографічних листівок, які були одним з найдоступніших засобів знайомства з природою, побутом і культурою народів світу. Філокартія зіграла значну роль в популяризації витворів образотворчого мистецтва, що експонуються в музеях і на виставках. Листівки із зображеннями тоді існуючих історичних, географічних, архітектурних тощо. об'єктів, пам'яток матеріальної культури і тому подібне, набувають з часом характеру документальних джерел, що зближувало філокартію з допоміжними історичними дисциплінами. В кінці XIX — початку XX століть виникли перші організації філокартистів. Почали видаватися спеціальні журнали і каталоги (у Німеччині, Австро-Угорщині, Франції, Росії, Великій Британії, США, Італії, Швейцарії, Іспанії та ін.), відбулися міжнародні виставки (у Лейпцигу, Петербурзі, Ніцці, Парижі, Флоренції, Нюрнберзі, Лондоні та ін.), конгреси колекціонерів і видавців листівок (у Лейпцигу — 1896, 1910; Ніцці — 1899).
На початку XX ст. Філокартія стала одним з популярних видів колекціонування, чому сприяли масовий випуск тематично різноманітних (географія, етнографія, історія, різні види мистецтва, техніка, спорт, портрети і так далі) і високоякісних по художньому і поліграфічному виконанні поштових листівок, а також поширення міжнародного поштового обміну між державами. Тільки у СРСР щорічно видавалося 7-8 тис. різних листівок (сюжетів) загальним накладом 2,5-3,5 млрд екз. (вид-ва: міністерства зв'язку СРСР, «Изобразительное искусство», «Советский художник», «Планета», «Плакат», «Художник РСФСР», «Аврора», «Мистецтво» і ін.). Радянські філокартисти (перші об'єднання були засновані в 1930-ті рр. в Москві і Ленінграді) вели роботу в рамках Всесоюзного товариства філателістів. Листівки, що випускалися в СРСР, враховуються «Летописью изоизданий». Колекції листівок комплектувалися і державними установами (Всесоюзною книжковою палатою, Державною бібліотекою СРСР ім. В. І. Леніна). Матеріали по філокартії публіковалися в збірці «Советский коллекционер» і бюлетені «Филателия СССР». У 1967 відбулася міжнародна виставка листівок в Брно, в 1970 — в Будапешті. Серед унікальних колекцій слід зазначити збірки Д. Анджолетті (Італія, 1,5 млн листівок), А. Коченди (ЧРСР, до 1,5 млн), Н. С. Тагріна (СРСР, 650 тис.), Л. Петраковича (Угорщина, 500 тис.).

## Філокартія в наш час
Колекціонування, систематизація і вивчення поштових листівок, активно розвиваються і сьогодні. Спочатку зацікавленість до листівок посилювалася картинами природи, що зображалися на них, всілякими будовами і визначними пам'ятками міст, адже подібні малюнки у зв'язку з відсутністю телебачення і низьких тиражів барвистих тематичних журналів були мало не єдиною можливістю познайомитися з культурою і побутом інших країн.
Проте, інтерес філокартистів дуже скоро перемістився від простого ознайомлення з визначними пам'ятками, зображеними на листівках, до збирання серій, які містили всі випущені картки за певний період.
Філокартія, окрім естетичного задоволення, несе ще і практичні функції. Завдяки зображеним на листівках історичним об'єктам поштові картки використовуються як дослідницький матеріал. Листівки із зображенням шедеврів майстрів кисті довгий час залишалися єдиними доступними масовому глядачеві популяризатором образотворчого мистецтва. У багатьох країнах колекціонери листівок стоять на одному ступені з власниками картинних галерей, поштові картки продаються на аукціонах нарівні з картинами.
Вартість листівок залежить від часу їх виготовлення, тиражу і наявності на них всіляких написів і відміток. Звичайно ж, листівки — продукт масового виробництва, тому іноді навіть картки позаминулого століття коштують не дуже дорого. Визначити точну вартість тієї або іншої листівки нефахівцю досить важко, оскільки хоч старі товариства філокартистів й існують понад сотню років, відповідних каталогів і іншої допоміжної літератури випускається украй мало.
Поява інформаційних технологій додала філокартії нові можливості. Електронна пошта, програма для голосового спілкування Skype дозволяють колекціонерам листівок активно спілкуватися, обмінюватися інформацією і оперативно отримувати новини філокартії. Проте як і раніше важливу роль відіграють журнали для колекціонерів листівок. Вони видаються буквально по всьому світу: у Німеччині, Франції, Росії, США, Італії, Іспанії, Великій Британії. Тож колекціонер якнайшвидше може отримати своєчасну інформацію про нові випуски поштових листівок, нові аукціони, семінари філокартистів.

## Загальноприйнята термінологія[3]
- Архівний (Archival) — Листівки музейної якості зберігання. Передбачається хороше зберігання протягом тривалих періодів часу.
- Бурі плями (Foxing) — коричневі плями на поверхні паперу. Це плями цвілі, проникаючи через папір, не можуть бути видалені стиранням, але іноді можуть бути видалені вибілюванням.
- Видові листівки (View Cards) — листівки, які показують міста і різні місця за допомогою реальних фотографій.
- Золоте Століття Листівок (Golden Age of Postcards) — від 1898 до 1918.
- Вивчення листівок (Deltiology). Deltiologist — фахівець з дослідження листівок. Термін введений Рендаллом Рходесом зі штату Огайо. Слово грецького походження означає науку вивчення маленьких картин або листівок. Радянський термін філокартія представляється не менш точним, проте це слово практично не зустрічається за межами пострадянських країн.
- Лляні листівки (Linen) — листівки, що випускалися головним чином в 1920—1950-і роки. Поверхня такої листівки схожа на лляну тканину. Папір, на якому вони надруковані, з віком жовтіє.
- Марковані листівки (Government Postal) — листівки, які мають марку надруковану на зворотньому боці листівки. Такі листівки випускаються поштовим відомством країни.
- Мітки альбому (Album Marks) — забарвлені або важкі поглиблення на кутах листівок від окислення із сторінки старовинного альбому або від ваги.
- Декілька різних видів на листівці (multi-view) — якщо на листівці присутньо відразу декілька невеликих фотографічних зображень, то в спілкуванні із зарубіжними партнерами, такі листівки називаються multi-view.
- Набори (Sets) — листівки, випущені набором (в обкладинці), або у вигляді книжечки з можливістю від'єднувати листівки за допомогою перфорованої смужки.
- Неподілена оборотна сторона (Undivided Back) — оборотна сторона листівки виконана без розділової лінії, щоб відокремити повідомлення від адреси.
- Листівка (Postcard) — картка, зроблена з метою відправлення поштою без конверта, або як подарунок (таким чином, листівками визнаються і картки, не призначені для відправлення поштою, але що має загальноприйнятий розмір листівки).
- Листівки-загадки (Puzzle Cards) — старовинні листівки, що містять ребуси, загадки, які пропонувалося вирішити.
- Розділена оборотна сторона (Divided Back) — на оборотній стороні листівки є центральна вертикальна лінія, що розділяє частини для адреси і для повідомлення. Розділені оборотні сторони листівок з'явилися в 1902 році в Англії, в 1904 році — у Франції і в Росії, в 1905 році — в Німеччині, в 1907 році — в США. Це допомагає датувати деякі невикористані старовинні листівки.
- Реальна фотографія (Real Photo) — термін, щоб розрізнити комерційні фотографічні зображення (деколи застосовується монтаж, накладення зображень) і фактично фотографію. Реальні фотографії бажаніші для колекціонування, чим комерційно надруковані листівки.
- Рельєфний (Embossed) — листівки, які мають частини злегка підняті вище поверхні. Важко рельєфні листівки виконані в стилі пап'є-маше.
- Рекламні листівки (free-cards) — листівки, які містять рекламну інформацію і не продаються в магазинах. Їх можна просто взяти у деяких кінотеатрах, клубах, кафе… У Росії такі листівки з'явилися і стали широко відомі у філокартистів приблизно у 2001 році. На Заході такі листівки випускаються приблизно з кінця 1980-х років.
- Сепія (Sepia) — темно-коричневий колір, який зустрічається на старовинних фотографіях.
- Серія (Series) — група листівок, об'єднана однією темою і випущена в один і той же час.
- Стерео-листівки (3d-postcards) — листівки містять зображення, що переливається або об'ємне. Радянський термін стерео-листівки не поширенний за кордоном. Там застосовується термін 3d-postcards. Серед квеликих країн-виробників таких листівок — Японія, США, СРСР.
- Хром (Chrome) — будь-яка кольорова листівка після 1939 року з сонячною паперовою поверхнею. Термін отриманий з Kodachrome. Це сучасні листівки. Це — найзвичайніший тип листівки, яку ви знайдете в магазинах сьогодні. Хромові листівки спочатку були видані в 1950-х роках і продовжують видаватися сьогодні.
- Художник підписав (Artist Signed) — будь-яка листівка, яка має надрукований підпис художника. Це може не мати на увазі, що художник залишив автограф, хоча приклади існують. Якщо видавець надрукував підпис художника, то розглядається, що підписався художник.
- Приватні поштові (Private Postal) — листівки, випущені не урядом, а приватним бізнесом або видавництвом.
- Шовк (Silk) — листівки, де шовкова тканина застосовувалася видавцем для окремих частин зображення, або листівка, виконана на шовковій тканині.

## Пов'язані поняття
- Посткроссинг
- Дискокроссинг
- Геокешинг — «пошук скарбів» із застосуванням GPS-навігації. Часто як скарби використовують книги, суміщаючи «буккроссинг» з «геокешингом».
- Буккроссинг